# Duomyia adelaidae
Duomyia adelaidae är en tvåvingeart som beskrevs av Mcalpine 1973. Duomyia adelaidae ingår i släktet Duomyia och familjen bredmunsflugor. Inga underarter finns listade i Catalogue of Life.